# Casa Francesc Farreras
La casa Francesc Farreras és un edifici situat a la Gran Via de les Corts Catalanes, 536-542 i al carrer de Villarroel, 49-51 de Barcelona, catalogat com a bé cultural d'interès local.

## Història
Va ser projectat el 1902 per l'arquitecte Antoni Millàs i Figuerola.

## Descripció
És un conjunt de tres finques de planta baixa i cinc pisos projectades unitàriament i que s'organitzen a través d'una escala comunitària al centre de la parcel·la que dona accés als pisos. Les façanes tenen una composició tradicional d'obertures en retícula. Verticalment apareixen eixos d'obertures i horitzontalment els balcons formen franges compositives lineals. Dins d'aquesta retícula rígida que es repeteix a tota l'extensió de l'edifici, cada façana té les seves variacions que li donen personalitat i les diferencien lleugerament de les altres dues. La de la Gran Via és la més regular. Està formada per dos parts iguals i simètriques corresponents a cada finca. En el pis principal apareixen dues tribunes per finca que focalitzen el portal d'entrada just a sota. A la primera i segona planta els balcons són d'obra i de poca volada i algunes obertures es desdoblen en dos. En la resta de plantes els balcons individuals s'alternen amb els correguts que aparellen dos balconeres.
La façana corresponent al xamfrà disposa d'una tribuna arrodonida en el vèrtex esquerre que agafa tota l'alçada des de la planta principal fins a la coberta. Al vèrtex oposat apareix una tribuna de planta triangular que s'inicia a la planta principal i acaba a la tercera. Per acabar, al centre del pis principal apareix una tribuna d'una sola planta d'alçada.
La façana del carrer de Villarroel és la menys regular, introdueix elements excepcionals a la retícula compositiva. Els cinc eixos verticals no estan regularment repartits i apareixen finestres situades lliurement en la planta segona i tercera. En el pis principal apareix una tribuna que determina el centre d'aquesta façana, que té continuïtat mitjançant la balustrada fins a connectar amb els balcons adjunts. També, per reforçar aquesta idea de centre de façana, el balcó corregut de l'últim pis engloba fins a tres balconeres. Destaca l'aparició d'elements escultòrics intercalats en la retícula compositiva per guarnir la façana.
La planta baixa té obertures rectangulars i revestiment de carreus de pedra llisos, mentre que la resta de la façana és de pedra texturada. Un dels locals comercials de la façana del carrer Villarroel conté l'aparador modernista d'una farmàcia que ocupa tota la planta baixa.
El coronament presenta elements classicistes que s'inicien a l'última planta. Aquestes interactuen amb el cornisament del remat i formen capitells que suporten gàrgoles de pedra i fan de pedestal d'uns pinacles que manquen en la façana del xamfrà i de Villarroel. La coberta és un terrat pla, amb un àtic prudencialment retirat de la façana.
Artísticament cal destacar les decoracions de pedra dels emmarcaments i baranes de les balconeres i tribunes amb grups escultòrics amb figures humanes i motius vegetals.
Els interiors dels tres vestíbuls són força diferenciats: un conserva alguns elements originals com les ceràmiques dels revestiments. L'altre conserva tot el contingut decoratiu d'estil noucentista i l'últim ha estat completament transformat.

## Galeria

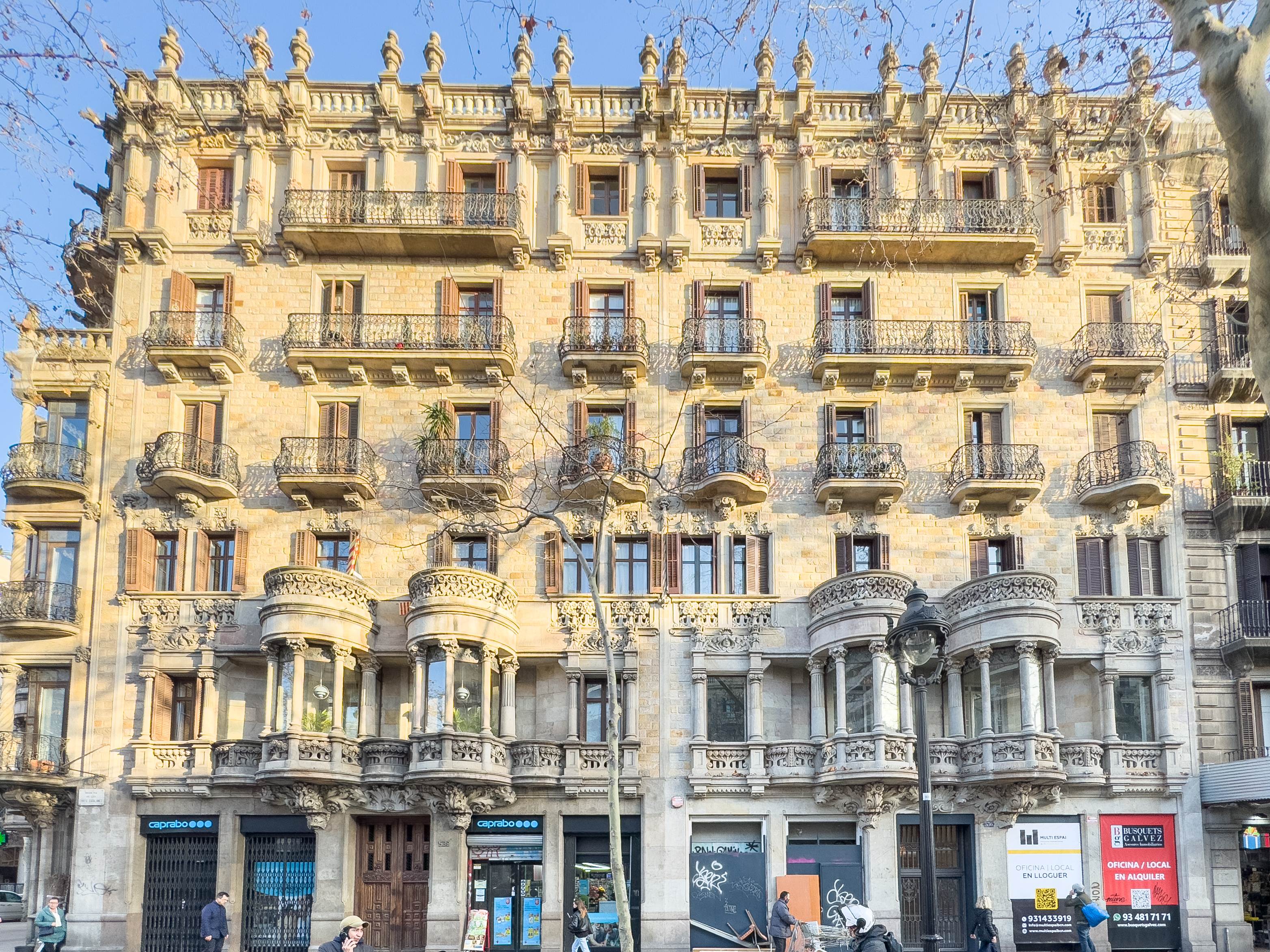
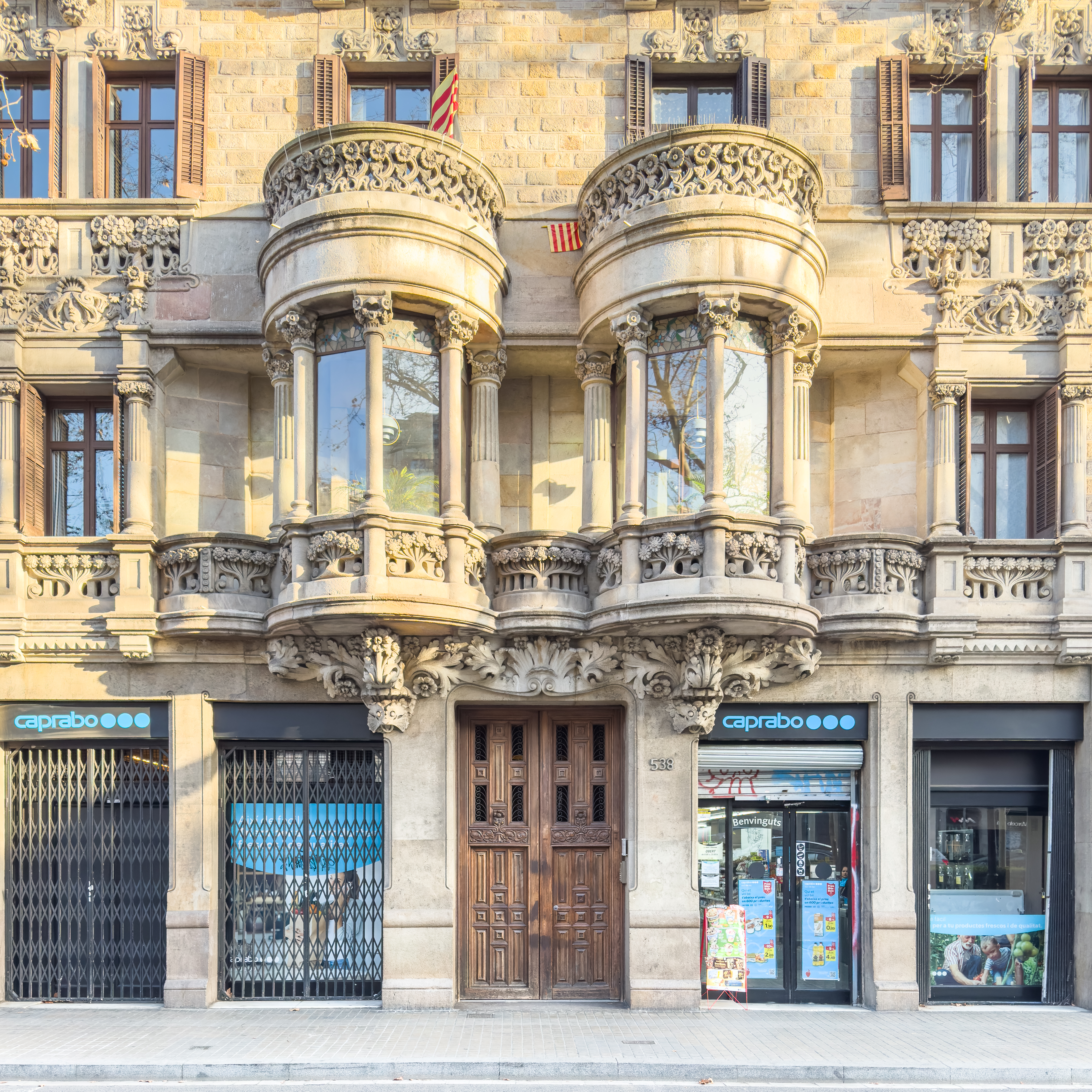
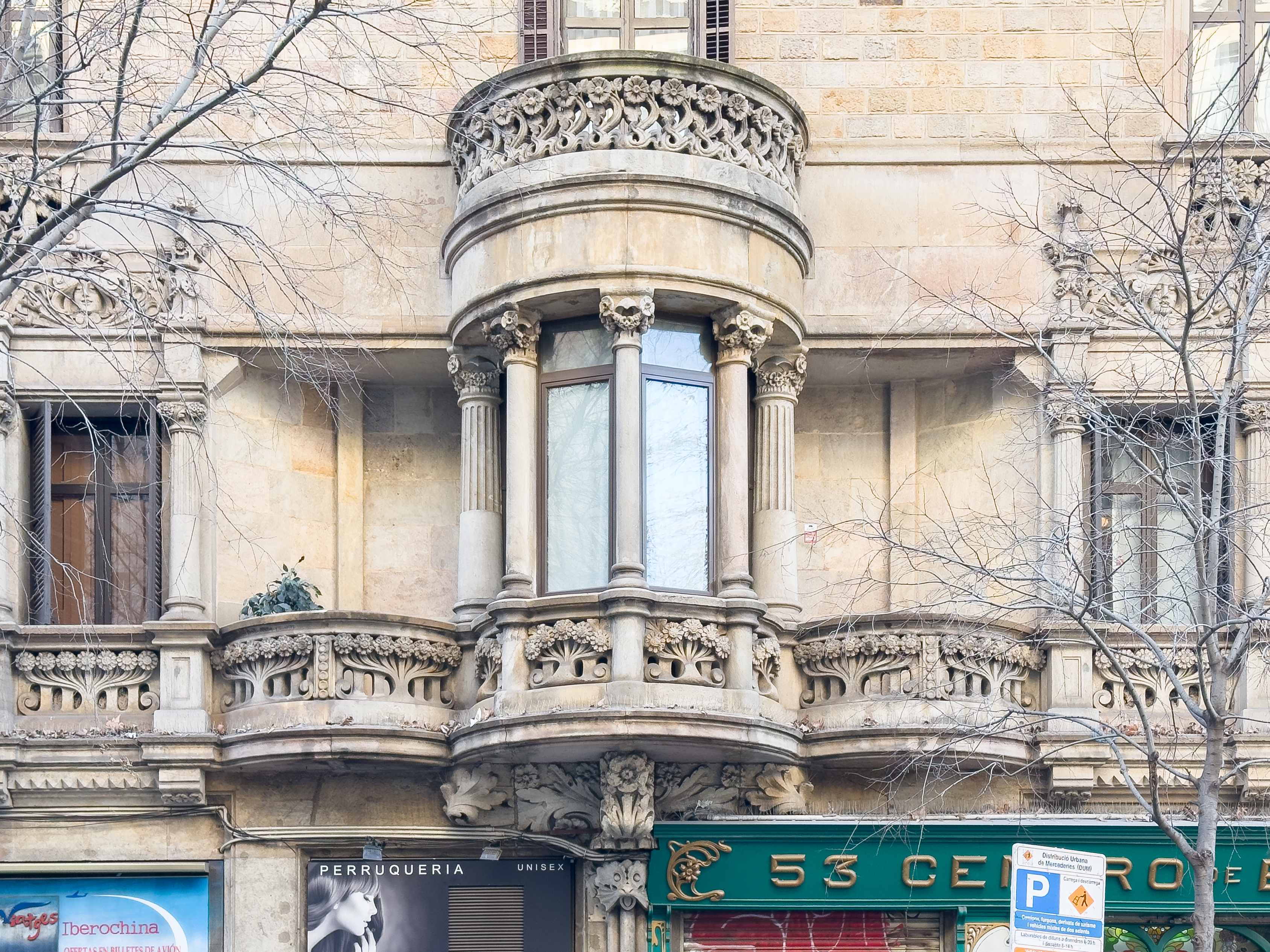
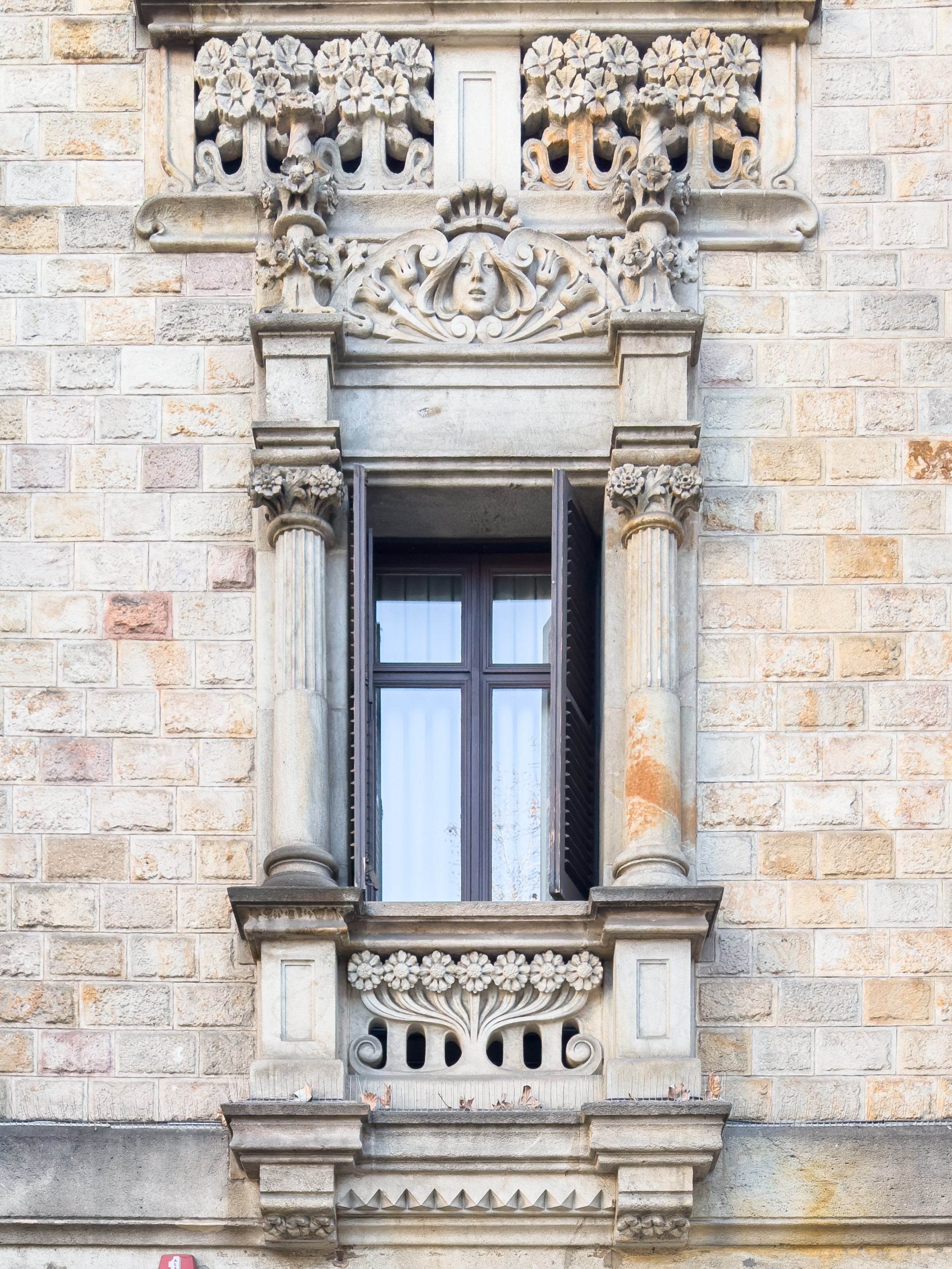
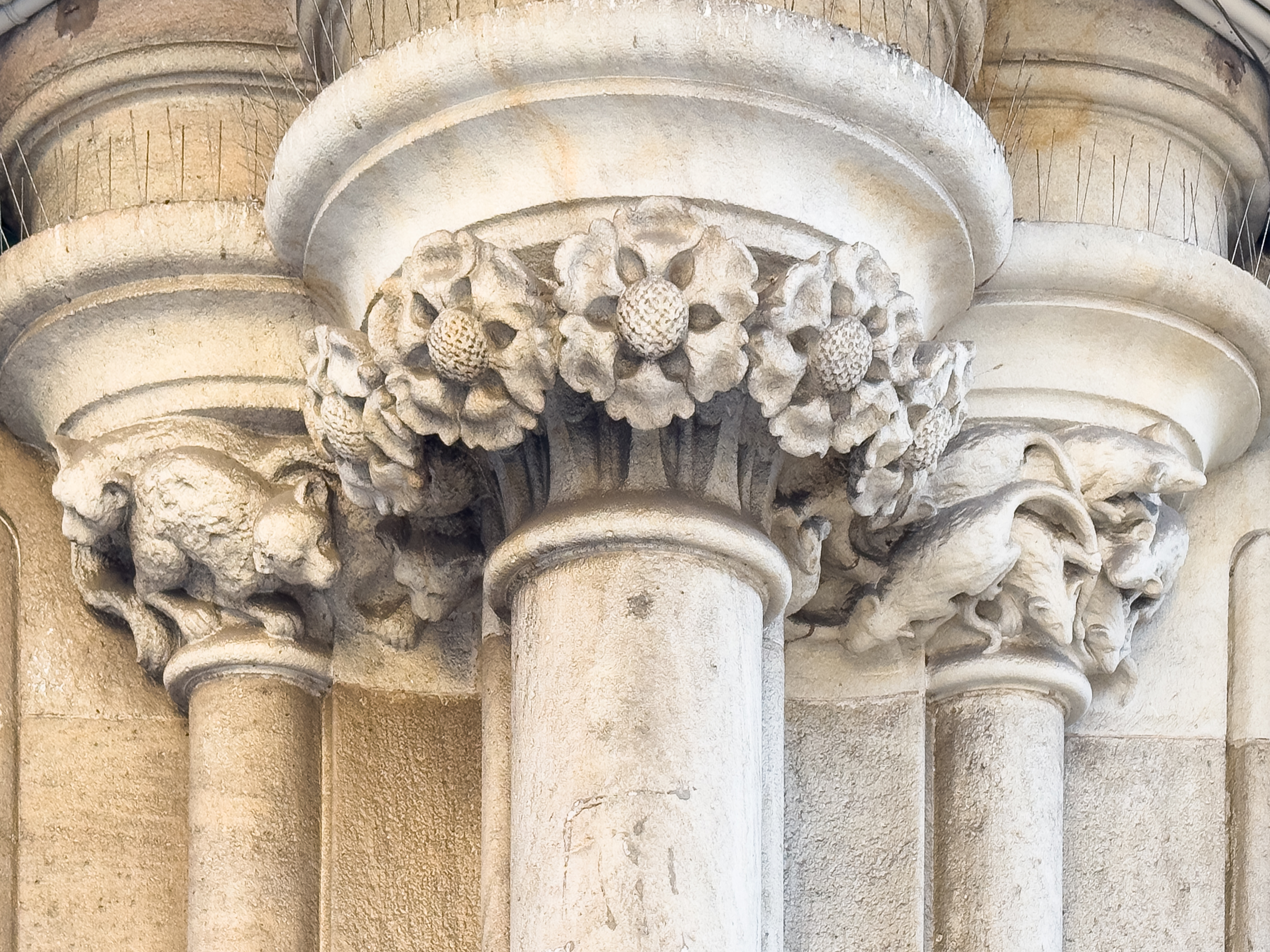
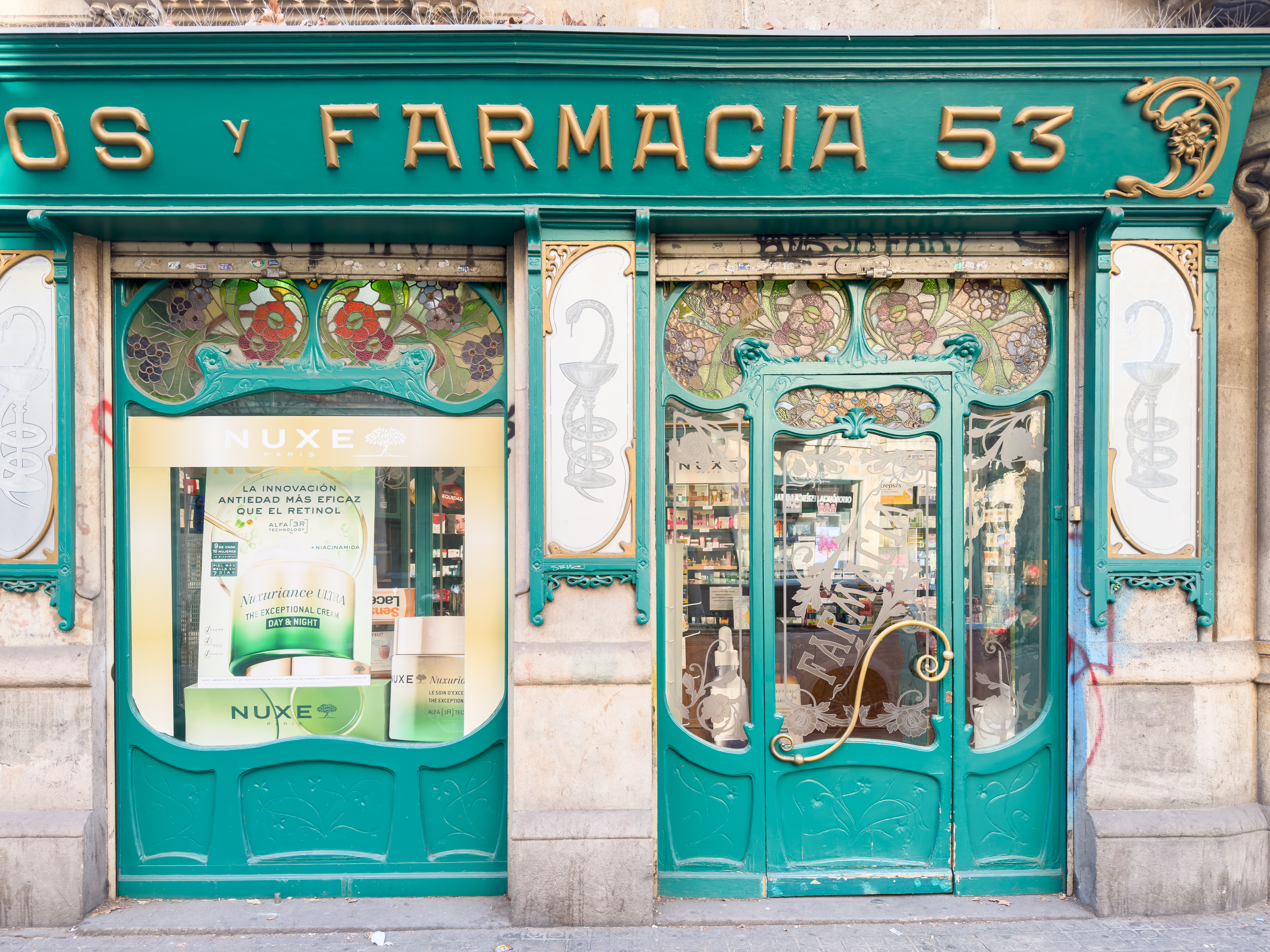
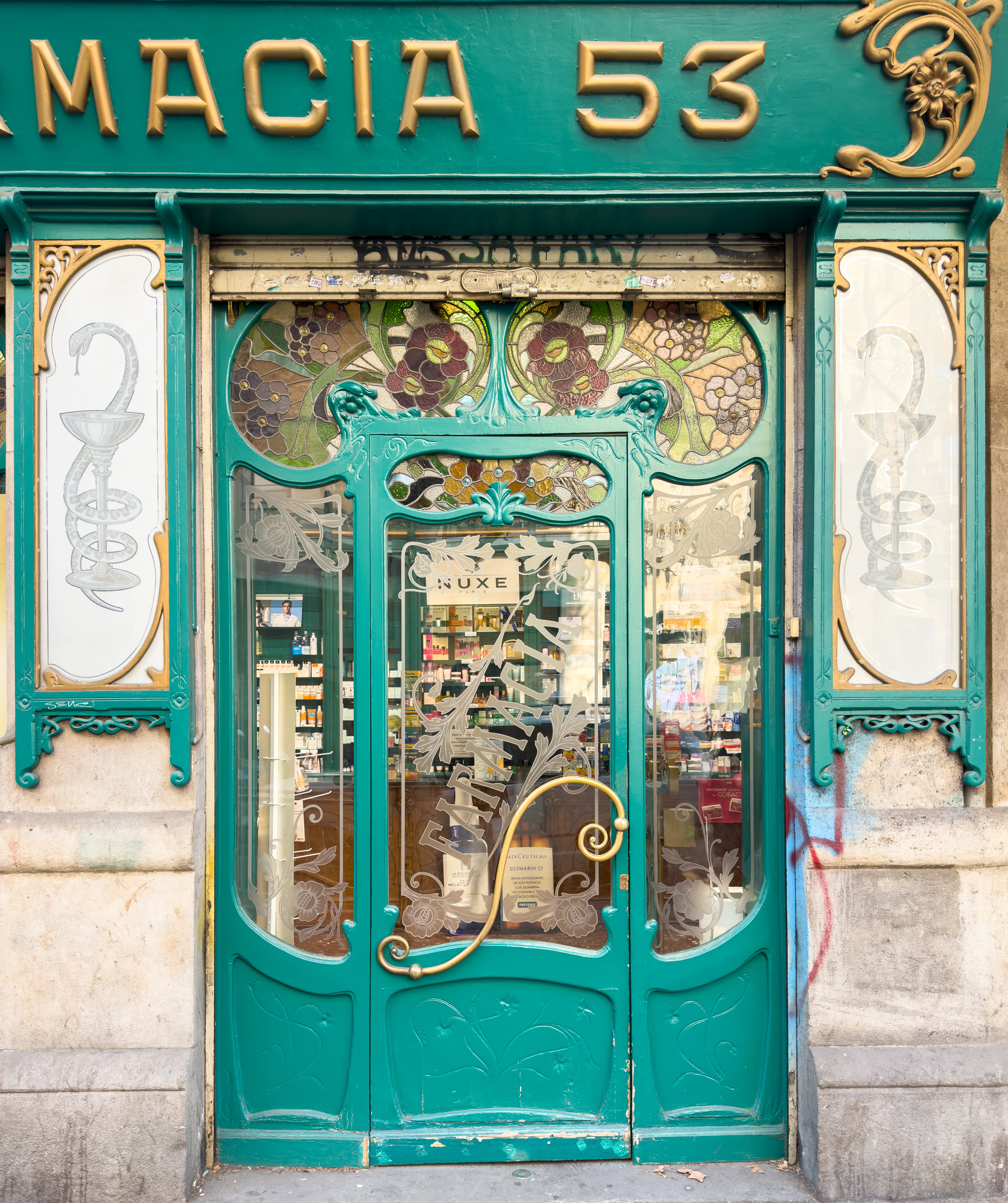